# Ophiomyia tremenda
Ophiomyia tremenda är en tvåvingeart som beskrevs av Spencer 1966. Ophiomyia tremenda ingår i släktet Ophiomyia och familjen minerarflugor. Inga underarter finns listade i Catalogue of Life.